# Station Łodygowice Górne
Station Łodygowice Górne is een spoorwegstation in de Poolse plaats Łodygowice.